# Foster Hewitt
Foster William Hewitt, OC, kanadski radijski pionir in hokejski komentator, * 21. november 1902, † 21. april 1985.
Hewitt je znan po svojem delu hokejskega komentatorja za moštvo Toronto Maple Leafs in po svojih slavnih komentarjih tekem lige NHL za Hockey Night in Canada. 

## Življenje

### Zgodnje življenje in kariera
Hewitt se je rodil v Torontu, Ontario, in je obiskoval šoli Upper Canada College in Univerzo v Torontu. V svojih študentskih letih je bil vrhunski boksar, med drugim je osvojil meduniverzitetni naslov pri teži 51 kg. Že zgodaj se je začel zanimati za radio in kot najstnik je pospremil očeta, W. A. Hewitta, na izlet v Detroit, Michigan. Na tem izletu si je ogledal demonstracijo radijske tehnologije, ki jo je sponzoriral General Electric.
Kmalu je sprejel službo pri telefonskem podjetju Independent Telephone Company, ki je proizvajalo radije. Kmalu je opustil to službo, kot tudi univerzo, saj mu je oče - ki je bil tedaj športni urednik časnika Toronto Daily Star - povedal, da bo njihova časopisna družba zagnala svojo lastno radijsko postajo. Hewitt je postal eden od dopisnikov tega časnika in je bil nared za delo radijskega voditelja ob zagonu postaje CFCA. Postaja je svojo prvo hokejsko tekmo prenašala 8. februarja 1923, tedaj je dogajanje na ledeni ploskvi povzemal Hewittov sodelavec Norman Albert. Hewittov prvi radijski komentar je verjetno prišel 16. februarja, s tekmo med moštvoma Argonaut Rowing Club in Kitchener Greenshirts. Hewitt je kasneje v svoji knjigi ta datum postavil šele na 22. marec, a v arhivski dokumentaciji ni nobenega zapisa o kakršni koli tekmi tistega dne v dvorani Arena Gardens. Hewitt je tudi zapisal, da je prvič sploh komentiral tekmo med Parkdalom in Kitchenerjem - Argonaut Club je deloval v soseski Toronta, imenovani Parkdale. Hewitt se je prav tako spomnil, da se je tekma zavlekla v podaljške. Zgodovinski zapisi kažejo, da son tudi na tekmi Argonaut-Kitchener igrali podaljške, tako da obstaja velika verjetnost, da gre za isto tekmo. 
24. maja 1925 se je Hewitt skupaj z očetom zapisal v zgodovino z domnevno prvim prenosom konjskih dirk. Leta 1927 so ga nato kot gosta napovedovalca povabili, da pospremi prvo tekmo v novi dvorani Detroit Olympia. Novembra 1931 je sodeloval tudi pri otvoritvenih slovesnostih dvorane Maple Leaf Gardens. Pri tem je naletel na odobravanje lastnika Maple Leafsov, Conna Smytha.

### Hockey Night in Canada
Hewitt je bil 40 let glavni kanadski komentator pri oddaji Hockey Night in Canada, ki so jo v Kanadi široko spremljali. Znan je kot avtor fraze »On strelja, on zadene!« in kot avtor prepoznavnega stavka na začetkih vseh svojih prenosov: »Pozdravljena Kanada, in hokejski navijači v Združeni državah in Novi Fundlandiji.« (Nova Fundlandija je bila namreč do pridružitve Kanadi leta 1949 britanska kolonija.)
Hewittove komentarje za Hockey Night in Canada so do leta 1963 simultano vklapljali v televizijske prenose, dokler ni tega mesta predal svojemu sinu Billu Hewittu. Leta 1951 je zagnal svojo lastno radijsko postajo v Torontu, imenovano CKFH. Postaja je sprva oddajala pri 1400 kHz in kasneje pri 1430 in 1959. Preko postaje je Hewitt vse do izgube pravic leta 1978 prenašal tekme Toronto Maple Leafsov. Leta 1981 je postajo odkupila Telemedia in jo preimenovala v CJCL.

### Kasnejše življenje
Hewitt se je od televizijskega dela poslovil leta 1963, a se še naprej udejanjal na radiju. Leta 1965 je postal član skupine lastnikov WHL kluba Vancouver Canucks, nižjeligaškega profesionalnega kluba. Leta kasneje je skupaj s solastnikom Cyrusom McLeanom pripravil predstavitev za vodstvo lige NHL in ga zaprosil za mesto v ligi. Njuno prošnjo so zavrnili in Vancouver Canucksi so bili v ligo NHL sprejeti šele štiri leta kasneje, leta 1970.
Hewitt je leta 1972 začasno prekinil svoj pokoj in odkomentiral turnir Summit Series 1972 (skupaj s strokovnim komentatorjem Brianom Conacherjem). Hewitta so leta 1965 kot graditelja sprejeli v Hokejski hram slavnih lige NHL. Leta 1972 so ga nagradili še z redom Order of Canada. Od leta 1984 dalje Hokejski hram vsako leto podeljuje nagrado Foster Hewitt Memorial Award za zaslužne osebe v radijski in televizijski industriji, za njihov prispevek k hokejskim prenosom. Po Hewittu se imenuje tudi komentatorska kabina v dvorani Air Canada Centre. Njegovo originalno kabino iz dvorane Maple Leaf Gardens so razmontirali in avgusta 1979 odvrgli v sežigalnico. S tem je vodstvo dvorane, na čelu s Haroldom Ballardom napravilo prostor za luksuzne privatne lože.
Hewitt je umrl v starosti 82 let.